# Teerzand

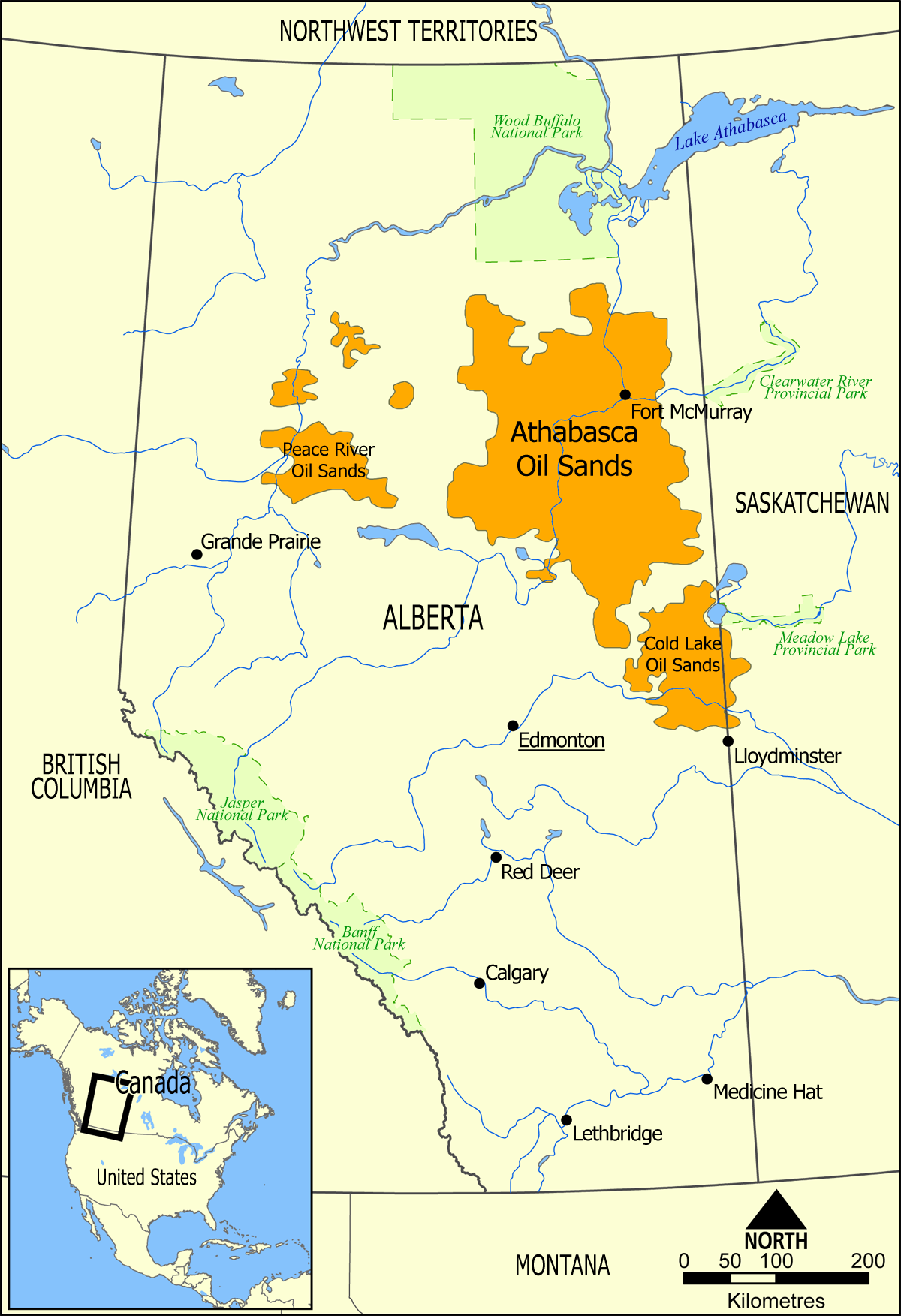
Athabasca-teerzanden in Canada

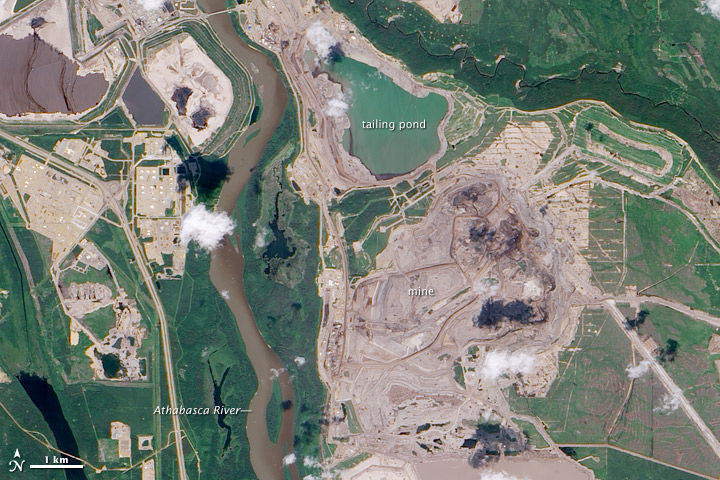
Ontginning van teerzand in Athabascagebied (2009)

Teerzanden zijn afzettingen van zand, klei, water en bitumen.
De bitumen, die tot olieproducten verwerkt kunnen worden, zijn door de hoge prijzen op de oliemarkten een interessant alternatief voor aardolie geworden. Wel zijn er twijfels over de milieueffecten, de uitstoot aan broeikasgassen is anderhalfmaal zo groot voor een effectief gewonnen liter ruwe olie.

## Reserves
De totale bekende wereldreserves bedragen het equivalent van 6000 miljard vaten aardolie; meer dan de conventionele aardoliereserves. Het Athabascagebied in Canada en het Orinocogebied in Venezuela zijn beide goed voor één derde van de wereldreserves. Verder komen ook in het Wolga-Oeralgebied en het westelijke Jakoetskgebied in Rusland teerzanden voor.
In 2015 had Canada oliereserves van 171 miljard vaten, waarvan 165 miljard in teerzanden. Het zwaartepunt van deze zanden ligt in de provincie Alberta. Van deze reserves is 20% in dagbouw te winnen en de resterende 80% zit te diep voor dagbouw en moet met verschillende kostbaarder methoden worden gewonnen. Een methode is het injecteren van stoom, door de warmte komt de olie los en kan vervolgens worden opgepompt.

## Exploitatie
In Canada begon de productie van teerzanden na de oliecrisis van 1973. In 1980 produceerde het land 1,5 miljoen vaten olie per dag waarvan 0,1 miljoen uit teerzanden. In 2005 is de snel stijgende productie meer dan een miljoen vaten per dag; bijna de helft van de totale Canadese olieproductie. In 2015 lag de productie uit teerzanden op 2,4 miljoen vaten op een nationaal totaal van 3,9 miljoen vaten. De productiekosten bedroegen US$ 36 tot 40 per vat in 2008. Venezuela produceert ongeveer 500.000 vaten per dag.

## Vooruitzichten
Teerzanden zullen wellicht een steeds belangrijker aandeel in de wereldolieproductie vormen. In-situtechnieken kunnen de economisch exploiteerbare reserves nog flink opdrijven. Canada verwacht tegen 2025 een productie van zo’n 3,3 miljoen vaten per dag.
Venezuela heeft een aantal voordelen tegenover Canada: de teer is lichter, de buitentemperatuur veel hoger en water is overvloedig beschikbaar. De soms gespannen verhouding tussen de Venezolaanse regering en buitenlandse oliemaatschappijen kan een verdere uitbreiding verhinderen.

## Uitdagingen bij de ontginning van teerzand
De ontginning van teerzanden veroorzaakt milieuproblemen: grote landoppervlakten worden ontgonnen, oerbossen worden gekapt, risico van meren vol giftig afval, er is een verhoogd waterverbruik en de exploitatie veroorzaakt een verhoogde emissie van broeikasgassen en verspreiding van giftige stoffen. Voor de winning van een vat ruwe olie is 0,5 - 0,65 vat olie nodig. De uitstoot van broeikasgas is voor een effectief gewonnen vat olie dus ruim anderhalfmaal zo groot. In 2008 wordt er voor elk vat olie dat wordt geproduceerd circa 80 kg broeikasgas uitgestoten. Voor de winning van een vat olie is daarnaast nog 300 tot 600 liter water nodig. Gebrek aan voldoende water en arbeidskrachten vormen belangrijke logistieke problemen.